# Long, Long Time
Singles de Linda Ronstadt
Will You Love Me Tomorrow
(1970) (She's a) Very Lovely Woman
(1971)
Long, Long Time est une chanson écrite par Gary White. La chanson est rendue célèbre par Linda Ronstadt en 1970.

## Version de Linda Ronstadt
En 1970, Linda Ronstadt sort la chanson en single et sur l'album Silk Purse (en). Le single passe douze semaines dans le classement Billboard Hot 100, culminant à la 25e place, tout en atteignant la 15e dans le « RPM 100 » canadien, la 8e dans le CHUM Chart (en) canadien, et la 20e dans le classement Billboard Easy Listening,.
En 1971, Linda Ronstadt est nommée pour un Grammy Award de la meilleure performance vocale féminine contemporaine pour son interprétation de Long, Long Time.

### Classements
| Chart (1970)                    | Position |
| ------------------------------- | -------- |
| Canada - RPM 100                | 15       |
| Canada - CHUM 30                | 8        |
| U.S. Billboard Hot 100          | 25       |
| U.S. Billboard - Easy Listening | 20       |
| US Cash Box Top 100             | 26       |

## Autres versions
En 1976, Larry Santos (en) publie une reprise de la chanson, qui atteint la 38e place dans le Billboard's Easy Listening chart, et la 109e dans le Billboard 'Bubbling Under Hot 100 .
En 1989, Jerry Jeff Walker reprend cette chanson, sur son album Live at Gruene Hall.
En 1998, la chanteuse et compositrice canadienne Alannah Myles interprète la chanson sur son album de compilation The Very Best Of (en).
En 1997, la chanteuse américaine de musique country, Mindy McCready, enregistre une version de la chanson sur son album If I Don't Stay the Night (en).
En 2015, le duo folk rock d'inspiration médiévale/renaissance Blackmore's Night adapte la chanson sur son album All our Yesterdays.

## Dans la culture populaire
La chanson apparait en 1975 dans Roundabout, épisode 1, saison 23, de la série The Rockford Files. Alors que Jim Rockford (en) est à la recherche de Nancy Wade, une chanteuse de salon, il retrouve celle-ci interprétant au piano Long, Long Time dans son répertoire. Le personnage de Nancy Wade est joué par l'actrice Jesse Welles (en). L'épisode est diffusé le 7 mars 1975.
En 2018, la chanson est utilisée dans le film Hot Summer Nights. De même, en 2023, la chanson apparaît dans la série télévisée The Last of Us. Cette apparition permet au titre de Linda Ronstadt de connaître une explosion de ses écoutes sur les plateformes de streaming musicales.